# In de gloria
In de gloria was een Vlaams, komisch televisieprogramma dat in de periode 2000-2001 te zien was op Canvas. De serie was bedoeld als een satire op reality-tv en hoe televisie gewone mensen soms misbruikt voor haar eigen sensatiezucht.
De reeks bestond uit twee seizoenen, waarvan er in totaal twintig afleveringen beschikbaar zijn. Het programma werd geschreven en geregisseerd door Jan Eelen en geproduceerd door Woestijnvis. In de gloria kende in Vlaanderen een grote waardering en kreeg meerdere malen positieve kritieken en bekroningen.

## Concept
In de gloria was bedoeld als een satire op reality-tv en humaninterestprogramma's die gewone mensen centraal stellen. Alhoewel het grotendeels een komisch programma was probeerden de makers ook wat tragiek bij de humor te vermengen. De serie was een satirische mockumentary, vergelijkbaar met soortgelijke programma's die Van Kooten en De Bie en Arjan Ederveen met 30 minuten in het verleden hadden gemaakt. Elke aflevering van In de gloria bestond uit kleine sketches, doorgaans in één take opgenomen, alsof het een echte reportage betrof. Bepaalde items waren geïnspireerd door bestaande formats op de Vlaamse televisie, waaronder zelfs eigen programma's van Woestijnvis, zoals Man bijt hond.
In Vlaanderen kende het programma van begin af een vrij groot succes, zowel bij critici als publiek. Het won in 2000 De HA! van Humo, en werd in 2003 door de lezers van De Standaard en De Morgen verkozen tot beste (Vlaamse) televisieprogramma van de afgelopen 50 jaar. In 2007 werd het programma voor het eerst ook uitgezonden op Eén. Voordien was het uitsluitend op Canvas te zien.
In de gloria is uitgebracht als dvd-box met alle afleveringen, plus 55 minuten onuitgezonden scènes, en enkele verborgen fragmenten.

## Cast
- Sien Eggers
- Frank Focketyn
- Kris Focketyn als Jos Vermaelen van Vermaelen projects
- An Miller
- Wim Opbrouck
- Lucas Van den Eynde
- Tania Van der Sanden
- Tom Van Dyck

## Bekende sketches

### De Dagtrippers
Geert (Lucas Van den Eynde) en Hilde (Tania Van der Sanden) zijn een koppel dagreizigers die samen reportages maken over hun tripjes. Geobsedeerd met het "spannend en avontuurlijk houden" van hun daguitstapjes (een zinnetje dat ze continu herhalen) bedenken ze de meest doldwaze ideeën om hun reisbestemming te bepalen. Opmerkelijke voorbeelden waren de nic-nactrip (het bezoeken van bestemmingen samengesteld met letters getrokken uit een zak letterkoekjes), en de tripstick (een stok die op de grond gegooid wordt en zo de reisrichting bepaalt). In de laatste sketch maakt het koppel een hevige ruzie, die beslecht wordt met de inmiddels legendarisch geworden uitspraak "Steek jij die tripstick maar in het gaatje van je achterwerk". Elke sketch eindigen ze steevast met "Keep on tripping!".

### De Bruyne Henri
Een oudere man (Lucas Van den Eynde) die via een videoboodschap vruchteloze pogingen doet om sociale contacten te leggen met anderen. Hij introduceert zich steeds met de woorden: "Goedendag, mijn naam is De Bruyne Henri, ambtenaar op rust. Deze week bevind ik mij... (bijvoorbeeld naast een luchthaven). Heel de week zal ik van 8.30u tot 12.30u... (bijvoorbeeld foto's nemen van landende vliegtuigen). Ik doe dat namelijk zeer graag!", waarna zijn oproep volgt aan andere mensen om hem gezelschap te komen houden.

### De Minuut
Wekelijks terugkerende rubriek waarbij een willekeurige advertentie wordt uitgekozen die een minuut airtime krijgt op televisie. Running joke is dat niemand bij wie hiervoor wordt aangebeld De Minuut blijkt te kennen. Bekende sketches zijn de megafoon, blikken doos, de kassei, de groet aan de zon en de verkoop van een bed.

### "Herrit Callewoart"
Gerrit Callewaert (Wim Opbrouck) is een inwoner van Bavikhove (deelgemeente van Harelbeke) met een sappig West-Vlaams accent. Gerrit stuurt geregeld videoboodschappen naar de televisie om de ondertiteling van het West-Vlaams op de nationale televisie aan te klagen. Zijn boodschappen worden echter keer op keer ondertiteld, en uiteindelijk zelfs gedubd. Callewaert wordt later nog eens bezocht in Hallo Televisie, waar hij opnieuw belachelijk gemaakt wordt.

### De Cameraad
De Cameraad licht regelmatig een lezersbrief uit waarin hulp wordt gevraagd, veelal om een speciaal persoon in het licht te plaatsen. Bekende sketches zijn An Officer and a Gentleman, de Snoepwinkel, Cassiman en Samijn, de Woudloper.

### Hallo Televisie
Een parodie op Man bijt hond, waarbij Tom Van Dyck een arrogante en onbeleefde reporter speelt die huizen in Vlaanderen binnenvalt "op zoek naar interessante mensen". Hij komt hoe dan ook altijd binnen op het verkeerde moment. De karikaturale journalist heeft er een handje van om mensen tegen elkaar op te zetten, dingen in hun huisraad opzettelijk of per ongeluk te vernielen, hen te vernederen, in gênante situaties te brengen, ongelukkig achter te laten of belachelijk te maken. Enkele voorbeelden: de twee weduwnaars met hun modeltreinen, de buikspreker met zijn Katrijntje, de man met de Sint-Pietersbasiliek gemaakt van lucifers, de hondjes, de studente, de zakenreis, de Solo Slim, de burenruzie en Gilbert De Leeuw. De typische beginmuziek is de intro van Killing in the Name door Rage Against the Machine.

#### De Zakenreis
De bekendste sketch van Hallo Televisie. De reporter valt binnen tijdens een familiebijeenkomst ter ere van de eerste zakenreis van de man des huizes (Lucas Van den Eynde), naar Hamburg nota bene. Ongevraagd begint de reporter in de tas van de man te snuffelen en haalt er een pakje condooms uit, hierbij de hele sfeer van het feest verpestend.

### Willy Gooris
Een gepensioneerde ambtenaar, gespeeld door Frank Focketyn, die voor zijn pensioen werkte bij het Ministerie van Volksgezondheid in Brussel. Hij bracht zijn dagen in eenzaamheid door in de kelders waar hij de centrale verwarming onderhield, alvorens zijn functie werd geautomatiseerd. Zijn mooiste herinnering dateert uit "de winter van '87", waarbij hij opmerkte dat "pomp 2 sputterde". Hierdoor bleef hij heel de nacht aanwezig, daarbij pomp 2 regelmatig handmatig terug opstartende, zodat iedereen het 's morgens "lekker warm had". 
Op zijn laatste werkdag organiseerde hij een afscheidsdrink "op de -2", waarvoor hij alle collega's in het gebouw had uitgenodigd maar niemand kwam opdagen. Na de leegte van het pensioen te ervaren gaat Willy op zoek naar zingeving in zijn leven. Zo stort hij zich op de klimaatfotografie waarbij hij elke dag zijn analoge foto's naar de televisie opstuurt maar langzaamaan moet beseffen dat het digitale tijdperk hem inhaalt. Ook richt hij een buurtwacht op om de verzuring tegen te gaan waarbij hij op weinig begrip van de buurt kan rekenen, uiteindelijk wordt hij door een snelheidsmaniak in elkaar geslagen en krijgt hij pepperspray in zijn ogen. 
Willy wordt steeds bijgestaan door zijn vrouw Jenny (Sien Eggers), die bijvoorbeeld de toastjes voor de afscheidsdrink maakt, de klimaatfoto's bijknipt of stand-by is als Willy zijn ronde doet.

### De Sint-Lambertusvrienden
Naar aanleiding van een uitzending van het debatprogramma De zevende dag onderzoekt men waarom er zoveel mensen uit het publiek afwezig waren in de studio. Het blijkt dat de vereniging van de Sint-Lambertusvrienden per bus op weg was naar de studio, maar nooit aankwam. Raymond Baens (Lucas Van den Eynde), de pas verkozen voorzitter, probeert enkele vernieuwingen door te voeren en is bovendien nerveus voor de eerste reis die hij organiseert. Hierdoor is iedereen een uur te vroeg en raakt bijna onderkoeld terwijl ze op de bus moeten wachten. Er worden plaatsen gewisseld in de bus om groepjesvorming tegen te gaan, waardoor er commotie ontstaat omdat iedereen op zijn vaste plaats wil zitten. Als dan blijkt dat ze van chauffeur Stany Weckx (Frank Focketyn) hun vast "cassetteke" niet mogen afspelen (de chauffeur rijdt enkel met muziek van Engelbert Humperdinck) ontstaat er onenigheid. Wanneer Raymond er niet in slaagt om dit op te lossen ontstaat er een spontane protestactie op de bus onder leiding van de vorige voorzitter Ludo Vranckx (Wim Opbrouck), waarbij alle passagiers in koor "Raymond kan het niet aan" beginnen te scanderen, terwijl Raymond zelf in huilen uitbarst. De chauffeur beslist hierop rechtsomkeert te maken met als legendarische uitleg "Ik heb godverdomme nog 8 jaar schoolreizen gereden voor 't beroeps, ik zal het wel weten zeker".

### "Den Draad"
Harry (Tom Van Dyck) en Liliane (Frank Focketyn) Opdenbosch zijn al jarenlang gehuwd. Liliane begon na de dood van hun zoon Benny te lijden aan een psychotische stoornis en raakte ervan overtuigd dat er een draad uit haar achterwerk liep. Dit zorgt voor enorme praktische problemen, niet het minst de noodzaak om na een wandeling precies dezelfde weg terug te nemen alvorens ergens anders naartoe te gaan, zodat de ingebeelde draad niet in de knoop kon draaien. Dit noopte Harry een boodschap naar de televisie te sturen en om hulp te vragen. 
In latere afleveringen geraakt Liliane niet meer aan het graf van hun zoon doordat ze een te groot ankerpunt moet nemen (anders sleept den draad op de grond) doordat er een bobijn op hun traject achtergelaten is na werken aan een spoorlijn. De bobijn krijgt uiteraard voorrang als ankerpunt op een lichtpaal maar hierdoor komt ze enkele meters te kort. Harry doet dan ook een oproep om die bobijn zo snel mogelijk weg te halen. Nog later blijkt dat er reactie is gekomen op hun tv-oproep en heeft Liliane een toestel waarmee ze direct haar draad op een bobijn kan oprollen. Jammer genoeg begeeft het toestel het net als de televisie langskomt.

### Het Koppel
Een vaak terugkerende sketch. De man van het koppel (Frank Focketyn) zegt steevast: "Goeiendag, wij zijn een koppel dat kickt op seks op openbare plaatsen!" Waarop de vrouw (Tania Van der Sanden) een opmerking in het Frans maakt: "J'ai pas de culotte!" De man vertaalt dan: "Ze heeft geen onderbroek aan!" of "Je vais porter ma culotte tricolore" "Ze gaat haar tricolore onderbroek aandoen". De Muur van Geraardsbergen of de bosjes langs de E40 zijn enkele voorbeelden van locaties. "Wij kicken daarop!", besluit de man steeds.

### Buitenkans
Ooit door het publiek uitgeroepen tot de beste sketch van het programma. Een koppel wordt op straat aangeklampt door een presentatrice (An Miller) die hun buitenkans - een weekendje Parijs - aanbiedt indien ze beiden dezelfde antwoorden op drie vragen kunnen geven, zonder dat ze elkaars antwoord op voorhand horen. Eerst krijgt de vrouw (Sien Eggers) een koptelefoon op en wordt aan de man (Lucas Van den Eynde) gevraagd wanneer hij voor het laatst seks heeft gehad ("gisterenavond"), met wie ("met mijn vrouw") en waar. Na wat aarzelen antwoordt de man: "Op de keukentafel". Als de presentatrice zich tot de vrouw richt, interpreteert deze de laatste vraag verkeerd en antwoordt zij: "In mijn poep".

### Een Belangrijke Dag
Frans Van De Velde, een oude man, wordt ongeneeslijk ziek verklaard en woont in bij het gezin van zijn zoon. De zoon (Lucas Van den Eynde) en diens vrouw (Sien Eggers) besluiten hem te euthanaseren. Tijdens de sketch wordt duidelijk dat eigenlijk vooral de vrouw graag Frans wil laten sterven. Haar man en dochter hebben het er veel moeilijker mee. Deze sketch werd vooral berucht omdat bij de eerste uitzending op televisie talloze kijkers wegzapten, omdat het onderwerp te confronterend en controversieel was voor hen.

### Casual
Wilfried Vervoort (Frank Focketyn) werkt als verkoper bij de firma Butsel NV. In het kader van een toenadering tussen de baas en zijn werknemers "mag" hij voor het eerst met de baas van Butsel, Rob Helsen (Lucas Van den Eynde), gaan squashen. Wilfried is enorm zenuwachtig, want hij kan niet squashen en moet "casual" gekleed op het appel verschijnen. Dit sociaal-professioneel experiment loopt niet zo goed af doordat Wilfried het dure racket van Rob kapot mept waarna hij zichzelf moed indrinkt en uiteindelijk dronken naar huis moet worden afgevoerd, terwijl hij zijn baas uitscheldt. 
Rob Helsen is duidelijk een parodie op Rob Heyvaert, een ondernemer die er ook naar streeft om via allerlei activiteiten het contact met zijn werknemers te verbeteren en die de "casual" stijl hoog in het vaandel draagt.

### Jezi
De Heilig Hart-parochie evoceert jaarlijks het Passiespel in een ommegang. Lode Roels (Frank Focketyn) speelt al vijftien jaar Jezus, naar eigen zeggen tot ieders tevredenheid. Koorleidster Mia Beirnaert (Sien Eggers), die de regie verzorgt en duidelijk een verborgen agenda volgt, heeft het echter niet zo begrepen op Roels. Met een artikel uit De Morgen (destijds ook werkelijk in de krant verschenen) toont zij aan dat de historische Jezus helemaal niet op Lode Roels lijkt, maar wel als twee druppels water op een andere parochiaan, Jan Marijssen (Tom Van Dyck). Daarnaast kan Lode vanwege artrose niet door zijn knieën gaan en dit is volgens mevrouw Beirnaert een onoverkomelijk probleem want Jezus kwam drie keer ten val ("En toen kwam hij ten derde male ten val, nie waar"). 
De moeilijke boodschap laat zij brengen door Eerwaarde Heer Gillis (Frank Focketyn), de dorpspastoor: "Om het belang van het anker te beseffen, nie waar Lode, dient men toch de kracht van de storm te voelen, nie waar". Hierna draagt Lode het "oefenkruis" en de gewaden naar zijn concurrent in een zeer dramatische montage en laat hij zich demonstratief door zijn knieën zakken op de tonen van de Johannes-Passion van Johann Sebastian Bach.

### Ik zing zo graag
De Heilig Hart-parochie is trots op haar parochianen die meezingen tijdens de kerkdiensten, met uitzondering van Rita Weemaes (Tania Van der Sanden), die volgens koorleidster Mia Beirnaert (Sien Eggers) "te luid zingt". Op aanraden van Eerwaarde Gillis (Frank Focketyn) wordt Rita verzocht een tijdje niet mee te zingen in de kerk, maar thuis veel te oefenen. Hierop besluiten Rita en haar man Pierre (Tom Van Dyck) een synthesizer aan te schaffen, zodat Rita aan haar zangtempo kan werken. 
Na enkele weken mag Rita haar vorderingen gaan tonen op de wekelijkse parochievergadering als "agendapunt vier". Rita heeft Pelgrimstocht der mensen gekozen als lied. Begeleid door Patrick (Wim Opbrouck), de organist van de parochie, gaat ze weer volledig op in het nummer. Na afloop van het nummer besluit Mia dat Rita nog niets bijgeleerd heeft. Wanneer Rita aan Eerwaarde Gillis vraagt of ze dus niet mag meezingen besluit die: "Met doorzettingsvermogen, nie waar Rita, bereikt de slak de ark."

### De Cameraad: Benji
Een gezin verrast hun jarige vader (Frank Focketyn) door hem een benjisprong cadeau te doen. Als de vader moet springen krijgt hij echter last van hoogtevrees. Uiteindelijk springt hij toch, maar doet het hierbij van schrik in zijn broek, tot schaamte van zichzelf en de rest van zijn familie.

### Vermaelens Projects
De laatste sketch die telkens na de aftiteling werd uitgezonden. De broers Willy (Frank Focketyn) en Jos (Kris Focketyn) Vermaelen proberen diverse uitvindingen te verkopen. Hun uitvindingen zijn vaak amateuristisch, ouderwets, nutteloos en soms zelfs ronduit gevaarlijk. 
Willy begint elke sketch met de volgende zin: "Goedenavond, wij zijn Willy en Jos Vermaelen van Vermaelens Projects en we willen graag uw aandacht vestigen op een nieuw initiatief van onzentwege, dit ten behoeve van ...". Hierna geeft Willy de uitleg over het product. Daarna demonstreert zijn broer Jos (Kris Focketyn) hoe het product werkt. Willy: "Onze Jos zal dat hier nu demonstreren". Als afsluitende zin zegt Willy vervolgens: "Geïnteresseerd? Vermaelens Projects 075009854 (later werd dit 0475009854). Een kleine moeite voor Vermaelens Projects, betekent misschien een wereld van verschil." Hierbij draaien maken beide broers een cirkel met hun vinger en steken deze vooruit waarbij Jos steeds wat trager is dan Willy. Opmerkelijk is dat Jos amper iets zegt tijdens deze sketches en er dus eigenlijk alleen is om de producten te demonstreren.
Enkele van Vermaelens' initiatieven waren: de Vermaelens-ik-was-er-bij-techniek, Vermaelens Zaadkameraad, de Pretpot, de Burglar Control Unit, de Poepsnoeper, de Smeerlap en de Hypnosetapes.

## Internationale bekendheid
De "Boemerang"-sketch waarbij talkshowpresentator Erik Hartman (Tom Van Dyck) begon te schaterlachen omdat een van de gasten (Lucas Van den Eynde) met een hoog stemmetje over "medische blunders" praatte, circuleert al lange tijd op videosites zoals YouTube, zonder dat aangegeven wordt dat het geen echte tv-show is. Veel buitenlandse Internetgebruikers hebben zich hier al door laten beetnemen. Hierdoor groeide het filmpje uit tot een internetmeme en werd ze in september 2006 zelfs tijdens de Amerikaanse tv-talkshow The Tonight Show met Jay Leno vertoond alsof het om een echte tv-uitzending ging. Sommige filmpjes beweren zelfs dat de presentator na zijn lachbui ontslagen werd. De sketch is in september 2007 ook op de Nederlandse televisie vertoond in Ivo Niehes TV-show op reis. Twee acteurs uit het filmpje werden ook geïnterviewd en bevestigden aan de Nederlandse kijkers dat het om een sketch ging.
Ondanks de populariteit van In de gloria in Vlaanderen is het tot op heden nog niet in Nederland uitgezonden. Wel toonden Kristien Hemmerechts in 2000 en Christine Van Broeckhoven in 2007 fragmenten uit de show toen ze te gast waren in Zomergasten. In de gloria is wel grotendeels geïnspireerd door oudere soortgelijke Nederlandse tv-programma's, zoals Van Kooten en De Bie en Arjan Ederveen's 30 minuten. Ederveen en Tosca Niterink brachten toevallig in 1988 ook een aflevering van Theo en Thea uit die Theo En Thea In De Gloria heette. De naam In de gloria werd volgens Jan Eelen echter gebaseerd op zijn theorie dat het refrein In de gloria tijdens het zingen van het verjaardagslied Lang zal hij leven de ongemeendheid van alle gelukswensen voor de jarige uitdrukte. Dit gaf voor hem dan ook perfect de valse vriendelijkheid van veel televisiereportages weer.